# Holousy
Holousy (Duits: Hollaus) is een Tsjechische plaats in de gemeente Třebusice in de regio Midden-Bohemen en maakt deel uit van het district Kladno. Het dorp ligt op 1 km afstand van Třebusice en op ongeveer 6,5 km afstand van Slaný.
Holousy telt 21 inwoners (2021).

## Geschiedenis

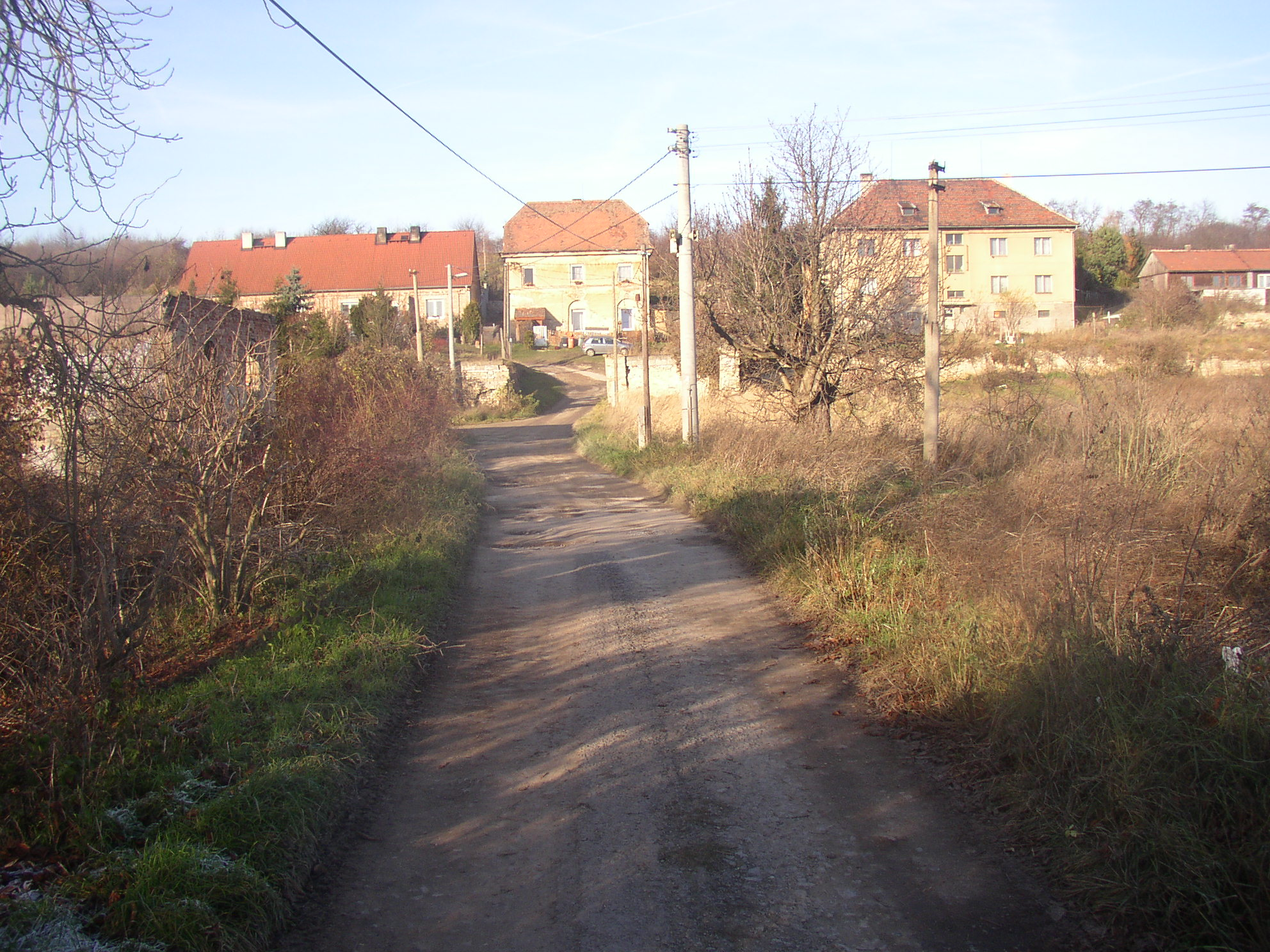
Huizen in Holousy

De eerste schriftelijke vermeldingen van het dorp dateren van 1227 of 1228 (Golovsi) en 1233 (Golouzi), toen het dorp eigendom was van het klooster op de Praagse burcht. In 1288 was het dorp tot een van de prebendes van de Sint-Jorisbasiliek in Praag. Zo voorzag de kerk in het levensonderhoud van van de kanunniken van Sint-Joris tot aan de Hussietenoorlogen.
Na de afschaffing van het feodalisme maakte Holousy deel uit van de gemeente Brandýsek. Door de aanleg van snelweg D7 aan het begin van de jaren 1980 (toen bekend als snelweg R7) werd Holousy qua ligging gescheiden van Brandýsek. Na instemming van naburige gemeenten werd Holousy per 1 januari 2004 geannexeerd en ondergebracht bij Třebusice.

## Verkeer en vervoer

### Autowegen
Er leiden regionale wegen naar het dorp. 

### Spoorlijnen
Er is geen spoorlijn of station in het dorp. Het dichtstbijzijnde station is Brandýsek, op 4 km afstand. Dat station ligt aan spoorlijn 093 Kralupy nad Vltavou - Kladno.

### Buslijnen
Er halteert geen bus in het dorp. De dichtstbijzijnde bushaltes zijn in Třebusice.